# Hannes Demming

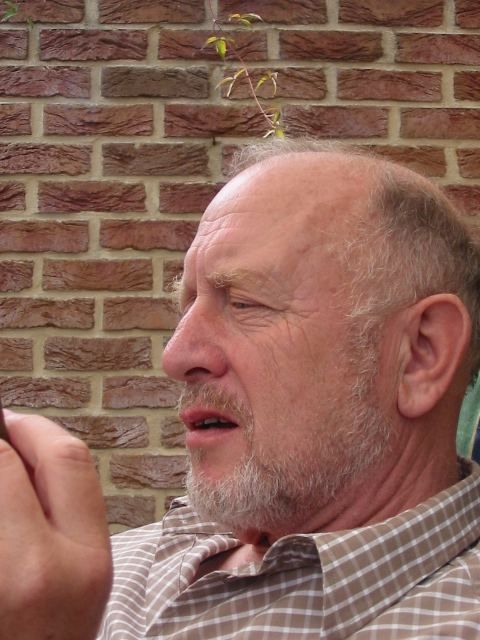
Hannes Demming (2003)

Hans-Heinrich „Hannes“ Demming, auch Holsken Hannes (* 25. Mai 1936 in Münster), ist ein deutscher Schauspieler, niederdeutscher Autor und Übersetzer.

## Leben
Hannes Demming wuchs in Münster auf und wurde dort eingeschult. Im Zweiten Weltkrieg musste er wegen der Evakuierung mehrmals die Schule wechseln. Während dieser Zeit besuchte er die Volksschulen in Germete, Stockum und Neuenkirchen sowie das Gymnasium Dionysianum in Rheine und das Gymnasium Paulinum in Münster, an dem er 1956 sein Abitur ablegte.
Von 1956 bis 1963 studierte Demming an der Westfälischen Wilhelms-Universität in Münster Archäologie, Anglistik, Germanistik, Griechische Sprache, Latein, Pädagogik, Philosophie und Psychologie. Während des Studiums war er Werksstudent an der LVA Westfalen und wissenschaftliche Hilfskraft am Institut für Altertumskunde der WWU-Münster. 1962 legte er sein Erstes und 1964 sein Zweites Staatsexamen ab.
Von 1963 bis zu seiner Pensionierung im Jahr 2000 war Demming Lehrer am Augustinianum Greven, am Paulinum Münster, am Kardinal-von-Galen-Gymnasium Münster und am Gymnasium Petrinum Recklinghausen.
Hannes Demming lebt in Münster.

## Niederdeutscher Schriftsteller, Schauspieler und Sprecher
Demming widmet sich der Pflege der Niederdeutschen Sprache und veröffentlicht plattdeutsche Lyrik und Prosa. Von 1978 bis 2007 schrieb er unter dem Pseudonym Holsken Hannes Glossen für die Münstersche Zeitung. Außerdem ist er seit 1962 freier Mitarbeiter verschiedener Rundfunksender und arbeitet dort als Sprecher und Übersetzer von niederdeutschen Hörspielen. Des Weiteren ist er Schauspieler am Theater Münster und der angeschlossenen Niederdeutschen Bühne. Hannes Demming wirkt aber auch in verschiedenen Fernsehproduktionen, wie Die zweite Heimat von Autor und Regisseur Edgar Reitz und in der Fernsehserie Die Anrheiner des WDR Fernsehens sowie in privaten, kommerziellen und historischen Kino- und Filmproduktionen, wie 1000 Rozen u. a. an der Seite von Marianne Rogée, Haus Kummerveldt einer Webserie aus dem Jahr 2019 unter der Regie von Mark Lorei u. v. m. mit.

## Ehrungen
- 1990: Rottendorf-Preis für Verdienste um die niederdeutsche Sprache
- 1999: Münster-Nadel; verliehen durch Oberbürgermeisterin Marion Tüns
- 2004: Theaterpreis der Gesellschaft der Musik- und Theaterfreunde Münsters und des Münsterlandes
- 2012: Fritz-Reuter-Preis der Carl Toepfer Stiftung F.V.S.
- 2018: Bundesverdienstkreuz am Bande; überreicht durch Oberbürgermeister Markus Lewe

## Publikationen
- Jöppe in't Paradies, Kumelige in 3 Akten in Mönsterlänner Platt, Verfasser: Paul Schurek frei nach Ludvig Holberg, Übersetzer: Hannes Demming; Karl Mahnke Theaterverlag, Verden ca. 1980
- Spiellwiärks: Plattdeutsche Gedichte von Wolfram Rosemann, mit einem Wörterverzeichnis versehen und hrsg. von Hannes Demming, Selbstverlag der Niederdeutschen Bühne an den Städtischen Bühnen, Münster 1988
- Fabel-Fibel: Drei Dutz lichte Läxen, Aschendorff Verlag, Münster 1989, ISBN 3-402-06108-2
- Asterix und de Kuopperpott, Text: René Goscinny, Bilder: Albert Uderzo Übersetzer ins Platt des Münsterlandes: Hannes Demming, Ehapa Verlag, Stuttgart 2000, ISBN 3-7704-2266-X
- Appeln in Naobers Gaorn, Kumelge in drei Uptröge von Walter A. Kreye, ins Münsterländer Platt übertragen von Hannes Demming, Karl Mahnke Theaterverlag, Verden 2003
- Urfaust: Dat Spiel van Doktor Faust von Johann Wolfgang von Goethe, in die münsterländische Mundart des Niederdeutschen übertragen, mit einem Vorspiel, Zwischenspielen und einem Nachspiel versehen, bearbeitet und für die Bühne eingerichtet von Hannes Demming, Aschendorff Verlag, Münster 2010, ISBN 978-3-402-12847-3
- Kringe, Quinten & Korinthen, Gedichte und Texte durch das Jahr... Aschendorff Verlag Münster 2011, ISBN 978-3-402-12822-0
- De bruoken Kroos, Lustspiel von Heinrich von Kleist, ins Plattdeutsche übersetzt von Hannes Demming, Aisthesis Verlag, Bielefeld 2013, ISBN 978-3-8498-1004-7
- Klaoverich un Klaoverita, en Vertellsel van´t Glück von Werner Holzwarth ins Plattdeutsche übersetzt von Hannes Demming, Klartext Verlag, Essen 2014, ISBN 978-3-8375-1123-9
- En lük üöwer de Wuortelkinner von Sibylle von Olfers, ins Münsterländer Platt übersetzt von Hannes Demming, Edition Tintenfaß, Neckarsteinach 2016, ISBN 978-3-946190-18-9
- Dat Geld ligg up de Bank, en Vüörspiël, dat en Naospiël hätt, von Curth Flatow, Karl Mahnke Theaterverlag, Verden 2017

## Tonträger
- De Kiepenkärl segg Frohe Wiehnachten (LP), Hannes Demming singt und erzählt weihnachtliche Lieder und Geschichten in Münsterländer Platt, MOD-Musikverlag, Münster 1977
- Plattdeutsche Lieder: mit 'ne Mule voll Platt, Mien Hiärt, nu sing! (LP), Rainer van Husen & Hannes Demming, AUTOGRAM Schallplatten, ALLP-005, 4405 Nottun, Germany